# Liga de Fútbol de Anguila 2022
La AFA Senior Male League es la vigésima tercera (23) edición de la Liga de Fútbol de Anguila, la primera división de fútbol en Anguila.
La temporada comenzó el 4 de marzo de 2022 con el encuentro entre Attackers y Diamonds. Cuenta con la participación de once equipos, los mismos que la edición pasada con excepción de Enforcers FC quien cede su lugar a Eagle Claw FC equipo nuevo que se incorpora a la liga, anunciado en las redes sociales de la Asociación de Fútbol de Anguila el 4 de marzo de 2022.

## Sistema de disputa
El formato consta de once equipos que en 11 jornadas juegan una vez contra cada rival. Los primeros dos lugares clasifican directo a las semifinales de la Fase final y los siguientes cuatro equipos (lugares 3° al 6°) clasifican a una ronda previa. Los dos ganadores se unen a los dos primeros a la semifinal y el campeón es definido en la Final a partido único.

## Tabla general
| Pos. | Equipo                | Pts. | PJ | G | E | P | GF | GC  | Dif. | Clasificación 2022 |
| ---- | --------------------- | ---- | -- | - | - | - | -- | --- | ---- | ------------------ |
| 1    | Doc's United FC (Q)   | 25   | 10 | 8 | 1 | 1 | 53 | 4   | +49  | Fase final         |
| 2    | Lymers FC (Q)         | 25   | 10 | 8 | 1 | 1 | 24 | 7   | +17  | Fase final         |
| 3    | Roaring Lions FC (P)  | 22   | 10 | 7 | 1 | 2 | 27 | 9   | +18  | Repechaje          |
| 4    | Attackers FC (P)      | 20   | 10 | 6 | 2 | 2 | 42 | 11  | +31  | Repechaje          |
| 5    | Salsa Ballers FC (P)  | 19   | 10 | 6 | 1 | 3 | 54 | 18  | +36  | Repechaje          |
| 6    | Kicks United FC (P)   | 16   | 10 | 5 | 1 | 4 | 21 | 16  | +5   | Repechaje          |
| 7    | Uprising FC           | 13   | 10 | 4 | 1 | 5 | 24 | 17  | +7   |                    |
| 8    | Diamond FC            | 11   | 10 | 3 | 2 | 5 | 36 | 20  | +16  |                    |
| 9    | ALHCS Spartans FC     | 3    | 10 | 1 | 0 | 9 | 10 | 44  | −34  |                    |
| 10   | West End Predators FC | 3    | 10 | 1 | 0 | 9 | 10 | 64  | −54  |                    |
| 11   | Eagle Claw FC         | 3    | 10 | 1 | 0 | 9 | 10 | 101 | −91  |                    |

Actualizado a los partidos jugados el 1 de julio de 2022.
 Fuente: 
(Q) Calificado a la fase final
(P) Calificado a ronda previa a semifinales

## Jornadas
| Attackers     | 1 - 1  | Diamond       | Centro Raymond E. Guishard | 4 de marzo | 17:00 |
| Spartans      | 1 - 4  | Uprising      | Centro Raymond E. Guishard | 5 de marzo | 15:00 |
| Doc's United  | 11 - 0 | Eagle Claw    | Centro Raymond E. Guishard | 5 de marzo | 17:00 |
| Roaring Lions | 1 - 0  | Salsa Ballers | Centro Raymond E. Guishard | 6 de marzo | 15:00 |
| Kicks United  | 0 - 2  | Lymers        | Centro Raymond E. Guishard | 6 de marzo | 17:30 |

| Salsa Ballers | 8 - 1 | West End Predators | Centro Raymond E. Guishard | 11 de marzo | 17:00 |
| Lymers        | 2 - 1 | Attackers          | Centro Raymond E. Guishard | 12 de marzo | 15:00 |
| Diamond       | 3 - 0 | Spartans           | Centro Raymond E. Guishard | 24 de junio | 18:30 |
| Uprising      | 0 - 1 | Doc's United       | Centro Raymond E. Guishard | 13 de marzo | 16:00 |
| Eagle Claw    | 0 - 9 | Roaring Lions      | Centro Raymond E. Guishard | 13 de marzo | 18:30 |

| Kicks United  | 0 - 4 | Salsa Ballers | Centro Raymond E. Guishard | 18 de marzo | 18:00 |
| Predators     | 5 - 3 | Eagle Claw    | Centro Raymond E. Guishard | 19 de marzo | 16:00 |
| Roaring Lions | 3 - 0 | Uprising      | Centro Raymond E. Guishard | 19 de marzo | 18:30 |
| Attackers     | 4 - 0 | Spartans      | Centro Raymond E. Guishard | 20 de marzo | 16:00 |
| Doc's United  | 3 - 0 | Diamond       | Centro Raymond E. Guishard | 20 de marzo | 18:30 |

| Salsa Ballers    | 1 - 1  | Lymers        | Centro Raymond E. Guishard | 1 de abril | 18:00 |
| Uprising         | 7 - 1  | Predators     | Centro Raymond E. Guishard | 2 de abril | 15:30 |
| Eagle Claw       | 1 - 6  | Kicks United  | Centro Raymond E. Guishard | 2 de abril | 18:00 |
| ALHCS Spartan FC | 0 - 12 | Doc's United  | Centro Raymond E. Guishard | 3 de abril | 15:30 |
| Diamond          | 1 - 2  | Roaring Lions | Centro Raymond E. Guishard | 3 de abril | 18:00 |

| Attackers     | 1 - 1 | Doc's United | Centro Raymond E. Guishard | 25 de junio | 20:00 |
| Predators     | 2 - 5 | Diamond      | Centro Raymond E. Guishard | 23 de abril | 16:00 |
| Roaring Lions | 3 - 0 | Spartans     | Centro Raymond E. Guishard | 23 de abril | 18:30 |
| Lymers        | 5 - 1 | Eagle Claw   | Centro Raymond E. Guishard | 24 de abril | 16:00 |
| Kicks United  | 0 - 3 | Uprising     | Centro Raymond E. Guishard | 24 de abril | 18:30 |

| Salsa Ballers | 2 - 4 | Attackers     | Centro Raymond E. Guishard | 29 de abril | 18:00 |
| Uprising      | 0 - 1 | Lymers        | Centro Raymond E. Guishard | 30 de abril | 16:00 |
| Diamond       | 1 - 3 | Kicks United  | Centro Raymond E. Guishard | 1 de julio  | 18:30 |
| Spartans      | 5 - 1 | Predators     | Centro Raymond E. Guishard | 28 de junio | 16:30 |
| Doc's United  | 2 - 1 | Roaring Lions | Centro Raymond E. Guishard | 1 de mayo   | 18:30 |

| Eagle Claw   | 1 - 21 | Salsa Ballers | Centro Raymond E. Guishard | 6 de mayo   | 17:30 |
| Predators    | 0 - 12 | Doc's United  | Centro Raymond E. Guishard | 6 de mayo   | 19:30 |
| Attackers    | 5 - 2  | Roaring Lions | Centro Raymond E. Guishard | 21 de junio | 18:30 |
| Lymers       | 1 - 0  | Diamond       | Centro Raymond E. Guishard | 8 de mayo   | 18:00 |
| Kicks United | 2 - 0  | Spartans      | Centro Raymond E. Guishard | 10 de mayo  | 17:30 |

| Eagle Claw    | 0 - 11            | Attackers     | Centro Raymond E. Guishard | 13 de mayo | 17:30 |
| Spartans      | 1 - 6             | Lymers        | Centro Raymond E. Guishard | 13 de mayo | 19:30 |
| Uprising      | 0 - 5             | Salsa Ballers | Centro Raymond E. Guishard | 14 de mayo | 16:00 |
| Doc's United  | 3 - 0 (no jugado) | Kicks United  | Centro Raymond E. Guishard | 15 de mayo | 18:00 |
| Roaring Lions | 3 - 0 (No jugado) | Predators     | Centro Raymond E. Guishard | 17 de mayo | 17:30 |

| Diamond      | 2 - 7  | Salsa Ballers | Centro Raymond E. Guishard | 20 de mayo | 17:30 |
| Lymers       | 2 - 1  | Doc's United  | Centro Raymond E. Guishard | 20 de mayo | 19:30 |
| Attackers    | 11 - 0 | Predators     | Centro Raymond E. Guishard | 21 de mayo | 16:00 |
| Kicks United | 1 - 1  | Roaring Lions | Centro Raymond E. Guishard | 22 de mayo | 18:30 |
| Eagle Claw   | 1 - 9  | Uprising      | Centro Raymond E. Guishard | 4 de junio | 18:00 |

| Diamond       | 22 - 0            | Eagle Claw    | Centro Raymond E. Guishard | 27 de mayo  | 18:00 |
| Attackers     | 3 - 0 (no jugado) | Uprising      | Centro Raymond E. Guishard | 28 de mayo  | 16:00 |
| Spartans      | 1 - 6             | Salsa Ballers | Centro Raymond E. Guishard | 28 de mayo  | 18:30 |
| Predators     | 0 - 6             | Kicks United  | Centro Raymond E. Guishard | 25 de junio | 16:00 |
| Roaring Lions | 2 - 0             | Lymers        | Centro Raymond E. Guishard | 2 de julio  | 18:30 |

| Eagle Claw    | 3 - 2 | Spartans     | Centro Raymond E. Guishard | 14 de junio | 17:30 |
| Lymers        | 4 - 0 | Predators    | Centro Raymond E. Guishard | 17 de junio | 17:30 |
| Kicks United  | 3 - 1 | Attackers    | Centro Raymond E. Guishard | 17 de junio | 18:30 |
| Salsa Ballers | 0 - 7 | Doc's United | Centro Raymond E. Guishard | 18 de junio | 16:00 |
| Uprising      | 1 - 1 | Diamond      | Centro Raymond E. Guishard | 19 de junio | 18:00 |

## Fase final

### Cuartos de final

#### Roaring Lions - Kicks United
| 8 de julio de 2022                                          | Roaring Lions           | 1:0     | Kicks United | Centro Raymond Gordon Ernest Guishard, The Valley (Anguila) |                                  |
| 18:30 (UTC-04:00)                                           | Kayini Brooks-Belle 46' | Reporte |              | Árbitro(s): Khamal Harding-Hodge                            | Árbitro(s): Khamal Harding-Hodge |
| Roaring Lions avanza a semifinales enfrentando a Lymers FC. |                         |         |              |                                                             |                                  |

#### Attackers - Salsa Ballers
| 8 de julio de 2022 | Attackers | 3:0 (No jugado) | Salsa Ballers | Centro Raymond Gordon Ernest Guishard, The Valley (Anguila) |  |
| 20:30 (UTC-04:00) |           | Reporte         |               |                                                             |  |
| Attackers avanza a semifinales y se enfrentará a Doc's United FC, Salsa Ballers declinó jugar debido a la cantidad de jugadores que abandonaron el equipo previo a los Playoffs. |           |                 |               |                                                             |  |

### Partido por el 5.º puesto

#### Kicks United - Salsa Ballers
| 12 de julio de 2022 | Kicks United |  | Salsa Ballers | Centro Raymond Gordon Ernest Guishard, The Valley (Anguila) |  |
| 18:30 (UTC-04:00)   |              |  |               |                                                             |  |

### Semifinales

#### Lymers - Roaring Lions
| 16 de julio de 2022 | Lymers FC |  | Roaring Lions | Centro Raymond Gordon Ernest Guishard, The Valley (Anguila) |  |
| 17:00 (UTC-04:00)   |           |  |               |                                                             |  |

#### Doc's United - Attackers
| 17 de julio de 2022 | Doc's United | vs. | Attackers | Centro Raymond Gordon Ernest Guishard, The Valley (Anguila) |  |
| 19:00 (UTC-04:00)   |              |     |           |                                                             |  |

### Tercer puesto

#### -
| 23 de julio de 2022 |  |  |  | Centro Raymond Gordon Ernest Guishard, The Valley (Anguila) |  |
| 17:00 (UTC-04:00)   |  |  |  |                                                             |  |

### Final
| 24 de julio de 2020 |  |  |  | Centro Raymond Gordon Ernest Guishard, The Valley (Anguila) |  |
| 19:00 (UTC-04:00)   |  |  |  |                                                             |  |

## Goleadores
| Pos | Nombre            | Equipo        | Goles |
| --- | ----------------- | ------------- | ----- |
| 1   | Ricardo John      | Salsa Ballers | 25    |
| 2   | Chadwick Samuels  | Attackers     | 17    |
| 3   | Jauron Gayle      | Salsa Ballers | 16    |
| 4   | Jonathan Guishard | Doc's United  | 16    |
| 5   | Jalen Smeins      | Diamond       | 11    |
| 6   | Kadeem Riley      | Attackers     | 11    |
| 7   | René Thomas       | Uprising      | 10    |
| 8   | Sylvanus James    | Doc's United  | 10    |
| 8   | Jared Smeins      | Diamond       | 8     |
| 10  | Stewart Murray    | Doc's United  | 7     |